# ななついろ★ドロップス
『ななついろ★ドロップス』（ななついろドロップス）は、ユニゾンシフト：ブロッサムから2006年4月21日に発売された18禁恋愛アドベンチャーゲーム。
2006年9月29日に『ななついろ★ドロップス pure!!』（ななついろドロップス ピュア!!）のタイトルでコンシューマーゲームへの移植が発表され、2007年9月20日に発売された（発売元：メディアワークス）。また、2006年11月30日には公式ホームページにてテレビアニメ化の発表がされ、2007年夏より放送が開始された。また、ニンテンドーDS用のゲームも2008年5月15日から発売されている。

## ストーリー
主人公・石蕗正晴は、根は優しいけど人付き合いが苦手な、少し不器用な少年。そのため、新しいクラスになかなか馴染めない日々を過ごしていた。
そんなある日の放課後、正晴はふとしたことでクラスメイトの秋姫すももと八重野撫子と共に園芸部の手伝いをすることになる。仕事を進め、一段落したところで休憩のついでにジュースを買いに行く正晴。しかしその帰り、怪しい男とぶつかり自分の買ったジュースと怪しい男が持っていたジュースが入れ替わってしまう。そうとは気づかず、そのジュースを飲んでしまった正晴は羊のぬいぐるみの姿になってしまった。ぬいぐるみとなって動けなくなった正晴は、彼を探しに来たすももに拾われ教室に運ばれる。そこへ通りかかった学園の教師・如月ナツメに助けられ、ぬいぐるみの状態でも話し、動くことができるようにしてもらう。
だが、日が沈むとぬいぐるみの姿になってしまう体質となり、人間の姿に完全に戻るためには、「星のしずく」を7つ集めて作る薬が必要だと知らされる。しかも星のしずくを採れるのは、選ばれた女の子・ステラスピニアだけだという。ナツメによって、ステラスピニアの元へと送られる正晴。しかしその選ばれた女の子とは、なんと秋姫すももであった。正体を隠し、すももに星のしずく集めをお願いする正晴。すももは「羊のぬいぐるみ」の頼みを快く引き受け、そのぬいぐるみに「ユキちゃん」という名前を付ける。
昼は人間として学園生活を送り、夜はぬいぐるみの「ユキちゃん」としてすももと一緒に星のしずくを集める正晴。学校でのすももと、家でのすももの違いに戸惑いを感じつつ、正晴とすももの不思議な関係が始まる。

## 登場人物
※声優名はゲーム（PC版） / ゲーム（PS2版） / テレビアニメの順。「-」は声無しを表す。

### メインキャラクター
石蕗 正晴（つわぶき まさはる）
声： - / - / 野島裕史
本作の主人公で、星城学園の2年生。愛称は「ハル」。12月9日生まれ。身長170cm。体重61kg。血液型A型。
人付き合いが苦手で、新しいクラスになっても去年のクラスメイト以外とは打ち解けられずにいる。根は純情で思いやりのある性格だが、人の心を読むことが人一倍苦手で、相手の気持ちをはっきりと聞かないと気づかないことが多い。園芸部の手伝いの休憩中に怪しいジュースを飲んだせいで、日が沈むと小さな羊のぬいぐるみに変化する体質になってしまう。星のしずくを7つ手に入れて元の体に戻るため、夜はぬいぐるみの「ユキちゃん」としてすもものサポートをすることになる。今まであまり接点がなかったナツメとたびたび会う必要ができたので、半ば強引に園芸部に入部させられた。植物の知識はほとんど無いが、そのお人好しの性格ゆえ、活動には真面目に参加している。
家族構成は、両親と姉1人。現在は通学のために、親元を離れて寮で一人暮らし。幼少時に姉から受けた愛情表現（さんざんオモチャにされたこと）が、その不器用な性格の原因となった様子。実家が海に近いため水泳が得意で、2km以上の遠泳が可能。また星を見るのが好きで、ほとんどの星座の名前が分かるなど意外な特技がある。
ユキちゃん
声：安玖深音 / 後藤麻衣 / 後藤麻衣
正晴が、羊のぬいぐるみの姿の時の名前。すももに正体を明かせず「名前は無い」と言ったところ、すももが「白くて小さくてふわふわしているから」という理由で名付けられた。本来なら動けないぬいぐるみ（正晴の意識は残っている）だが、ナツメの薬の力で動けてしゃべれるようになった。正晴と同じ話し方だとすももが怒るので、一人称を「僕」とされ、それに伴い口調も変えられる。抱きしめられたり、一緒にお風呂に入れられたり、隣で寝る事になったりと、すももからはペットに近い扱いを受けている。歩幅が狭いので、移動するときはすももの肩に乗せてもらったり、長距離（寮からすももの家に行く時など）は、レシピに乗って移動する。
正体がレトロシェーナの人間に知られてしまうと完全にぬいぐるみになってしまう（正晴の意識もなくなる）ため、すももには「ぬいぐるみの国に帰るため」という偽りの理由で手伝ってもらっている。また、7回月が満ちるまでに元に戻れなかった場合も、同様の状態になる。すもも以外の人間がそばにいるときには動けないふりをしてやり過ごさなければならないため苦労が絶えない。
姿の変化には月の満ち欠けが関係しており、新月の時は1日中人間の姿で、逆に満月の時は1日中ぬいぐるみの姿のままとなる。作中では、主に新月の日が重要視されている。
秋姫 すもも（あきひめ すもも）
声：佐本二厘 / 結本ミチル / 結本ミチル
本作のメインヒロイン。星城学園の2年生で、正晴のクラスメイト。園芸部所属。3月29日生まれ。身長149cm。体重ひみつ。血液型O型。
人前では恥ずかしがり屋で臆病だが、本当は純粋で優しい性格のがんばり屋の女の子。撫子とは幼馴染の親友で、彼女のことは「ナコちゃん」と呼んでいる。正晴には入学式に学園で迷子になっていた所を助けられたことがあり、以来彼に片想いしていた。そのため、正晴の前では特に緊張してしまい、まともに会話することができないでいる。母親が単身赴任中で、現在は父親と二人暮らし。
好きなものはお父さん、お母さん、ナコちゃん、マシュマロ、暖かいミルクなど。幼少時のトラウマにより、水泳が大の苦手。
ユキちゃんの頼みを受け、「ユキちゃんをぬいぐるみの国に帰れるようにする」ために、スピニアとして星のしずく集めに奮闘する。純粋である性格が幸いし、ユキちゃんがついたとっさの嘘も簡単に信じてしまうため、怪しまれずにすんでいる。後にユキちゃんのこと以外の事情を知り、フィグラーレのスピニア養成校「プラム・クローリス」の代表者「プリマ・プラム」代理となり、「プリマ・アスパラス」であるノナとの学園対抗戦をすることになる。しかし、本人はあくまでもユキちゃんのために頑張っており、期限内に星のしずくを集めればいいこともあって、ノナとの勝負は真剣に考えていない。
母親のカリンはフィグラーレ出身の天才スピニアであり、母親譲りの強力なスピニアとしての才能を本人も知らずに受け継いでいる。当初はしずく集めに馴れず戸惑うことが多かったが、ひとたび力を発揮するとノナをも上回る実力を見せる。すももがしずく集めの時に着ている衣装は、カリンの手製ということになっているが、実は「プラム・クローリス」の正式な制服である。
八重野 撫子（やえの なでしこ）
声：宗川梗 / 宗川梗 / 清水香里
星城学園の2年生で、すももの親友で幼馴染。園芸部所属。4月25日生まれ。身長164cm。体重51kg。血液型AB型。
すももとは正反対に、言いたいことははっきり言う、さっぱりとした性格。普段は口数が少なく正晴との会話もあまりないが、すもも同様に心優しく思いやりがある。すもものことを大事に思っており、すももを傷つける人間は誰であろうと許さない。すももからは、「ナコちゃん」と呼ばれている。スカートは似合わないという理由で、私服はズボンを穿いている。甘いものが大好きで、「らいむらいと」の大福が大好物。また、すももから借りた少女漫画をよく読んでいる。運動神経も抜群で、薙刀の道場に通っており、道場に行くために園芸部の活動を抜けることもある。一方、テレビのリモコンや懐中電灯のスイッチを押すだけで壊すほどの機械音痴でもある。水泳は、最初は息継ぎができなかったため補習を受けていた。
好きなものは甘いもの、秋姫すもも、お母さん、少女漫画など。
すももの友達の中で、唯一すももがスピニアであることを知っている人物。偶然にも、すももが星のしずくを集める場面を目撃してしまう。本来スピニアなどのフィグラーレの事を知ったレトロシェーナの人間の記憶は、レードルで頭を「叩く」ことによって忘れさせなければいけない。しかし、すももの「信頼できる唯一の友人」として特例でその秘密を共有することができ、以後星のしずく集めに協力することになる。ユキちゃんのことを「ひつじくん」と呼び、気に入っている様子。なお、ヒロインの中では唯一、個別ルート上でユキちゃんの正体を知ることはない。
「Flyable Heart」には兄（次兄）の八重野 蛍（やえの けい）が登場しており、撫子もすももと共にゲスト出演している。
結城 ノナ（ゆうき ノナ） / プリマ・アスパラス
声：永杜紗枝 / 永杜紗枝 / 松岡由貴
1学期の途中に、正晴のクラスに転入してきた転校生。8月31日生まれ。身長155cm。体重47kg。血液型B型。
転入してきたばかりなのにすぐに勉強が追いつくほどの秀才で、成績は学年トップ。裕福な家庭で、学校へは高級車で送り迎えされている。だが一般常識に疎く、キャンプの時は米の研ぎ方を知らなかったりした。プライドの高いお嬢様のようにみえるが、実は努力家で面倒見も良く、また気になったことは納得いくまで調べないと気がすまない性格。眼鏡をかけているが度が合っていないらしく、相手にかなり近づかないと顔を識別できない。執事の松田の余計な一言や失敗に対してたびたびに説教をしている。
実はフィグラーレの住人で、スピニア養成校「セント・アスパラス」の代表「プリマ・アスパラス」としてレトロシェーナに来た。すももと同じく星のしずくを集めているが、実力はすももを遥かに凌ぐ。だが、スピニアとして対等に勝負したいという気持ちから、しずく集めにもたついているすももを見かねて助言をしたり、手を貸したりする場面もある。すももにはスピニア姿の名前を覚えてもらえず、「アスパラさん」と呼ばれている。「ユキちゃん=正晴」であることを知っている数少ない人物（ただし、ユキちゃんのことは「ひつじ」と呼び捨てで呼んではいる）。後には、より対等の立場で勝負したいという理由で、園芸部に入り一緒に活動を手伝っている。
学校の成績やスピニアとしての実力は、才能ではなく全て努力により得たもの。しかし、努力して力を手に入れることが当たり前だと思っており、それを自慢するようなことはない。そのため、すもものように才能だけで実力を会得できることは快く思っておらず、その辺りも彼女との勝負にもこだわる理由になっている。
名前の由来は「有機野菜」から。「ノナ」は「野菜」の読みを変えたもの。
小岩井 フローラ（こいわい フローラ）
声：本山美奈 / 黒河奈美 / 黒河奈美
正晴と去年から同じクラスの女の子。8月4日生まれ。メンバーの中では癒し系で、常に笑顔。家は和風喫茶・らいむらいとを経営しており、彼女もウェイトレスとしてお店を手伝っている。人一倍相手の心を読むのが得意で、正晴とすももが付き合い始めた時もいち早く察し、すももとの仲を進展させるために色々世話を焼いたりする場面もある。母親は遠い地で療養生活を送っており、現在は父親と二人暮らし。なお、PC版では母親も一緒に暮らしている。
実は両親と共にフィグラーレ出身の人間であり、10年ほど前にレトロシェーナに越してきた。優秀なステラウェバーの家系で、技術面は鍛えていないが、相手の心を読み取る素質を持っているのはそのためである。
彼女のルートでは、すももの気持ちを知ったフローラが、正晴への好意と友情の間で葛藤することになる。
皐 ユリーシア（さつき ユリーシア）
声：（未登場） / 成瀬未亜 / （未登場）
PS2版より登場。「プリマ・アスパラス」とライバル同士である、本物の「プリマ・プラム」。5月1日生まれ。愛称は「ユーリ」。本来最高学年でしか「プリマ・プラム」になれないが、ステラウェバーとしての能力も持ち、レードルの形状を自由に変えられる能力から特例として選ばれた。実際に何度かしずくをめぐってユーリと勝負したノナも、彼女の実力を認めている。すももやノナと同じく星のしずくを集めており、パートナーとして黒猫のクロワを連れている。正晴より一歳年下で隣町の学校の制服を着ているが、昼休みになると星城学園に遊びに来ることもある。大人びた女性を演じようとしているが、色々な言葉を知らなかったり、お菓子が好きだったり、好きな食べ物を我慢しようとしたりと子供っぽい面が多い。ただ、本人は子供っぽいことを否定している。明るく前向きで、恋愛に憧れている。ローザとエレーナという2人の姉がいて、ローザがステラスピニア、エレーナがステラウェバーであり、自分も姉のような立派なスピニアになろうと頑張っている。植物図鑑を熟読しており、花言葉をよく知っている。
外見は正晴より少し年下ぐらいに見えるが、実はエレーナが作り出した「少しの時間だけ大人になる薬」を服用した姿であり、実際は10歳前後に見えるほど幼い。本来この薬は、スピニアとして活動する時のみ使用するのだが、彼女の場合、日常でも多用している。また、作り方は彼女も知っているので、材料があれば自作できる。正晴との遊園地のデートの際、薬のストックが切れてしまい本来の姿で会わざるをえなくなった時は、「皐 めい」と名乗り、「ユーリの妹」として正晴に会っている。
「プリマ・プラム」として春先にレトロシェーナに辿り着いたが、その時クロワとはぐれてしまう。一人で泣いていたところ正晴と出会い、その時助けられたことで正晴に恋心を抱く。だが、急病によってフィグラーレに戻ることになり「プリマ・プラム」の権利を失ってしまう。それでも諦めきれず、姉たちの力を借りて、不正な方法でレトロシェーナに来ている。そのおかげで本人のルートでは、レードルの折れたすももに代わりにプリマとしてレトロシェーナにて活動することができた。
テレビアニメ版では、第4話にてモブキャラクターとして登場している。本放送時は髪の色が緑でなく赤で、なおかつ制服のスカーフ等の細部が違ったため別人にしか見えなかったが、DVD版でははっきりユリーシアであるとわかるように修正されている。

### サブキャラクター
如月 ナツメ（きさらぎ ナツメ）
声：杉崎和哉 / 谷山紀章 / 谷山紀章
星城学園の生物担当教師で、園芸部顧問。28歳。独身。フィグラーレ出身者で、ステラウェバーである。カリンの弟であり、すももの叔父にあたる。どこか飄々としているが、すももにも慕われている。ぬいぐるみになった正晴の危機をいち早く察し、星のしずくを7つ全て集めると、人間の姿に戻る薬を作ることを約束する。正晴がフィグラーレのことに深入りしようとすると、無理やり話をはぐらかす場面もある。
姉のカリンには幼い頃から散々な目に遭わされていたらしく、常に敬語で会話するなど姉弟らしい面はあまり見られない。カリンには頭が上がらず、なるべく会いたくないことを示唆する発言も多い。
次回予告担当。
アーサー 松田（アーサー まつだ） / アーサー
声：沖野靖広 / 高橋広樹 / 高橋広樹
フィグラーレからやってきた、結城ノナの執事兼パートナー。祖父の代からの付き合いで、ノナを子供の頃から知っている。おっちょこちょいで失敗するたびにノナに怒鳴られているが、ノナのことを常に気遣うとても心配性な性格。感動したり心配すると大袈裟に号泣する。しずく集めの時は変身薬で犬の姿となって、「プリマ・アスパラス」のサポートに回るが間抜けなミスが多い。その反面手先は器用であり、作中では壊れた蛇口をすぐに直している。慌てると時折、人間の姿で犬耳を出したままになってしまうこともある。
正晴がぬいぐるみになってしまうきっかけとなった変身薬のジュースを渡した犯人。本人は慌てていたため気づいていなかった。得技は土下座。
深道 信子（ふかみち のぶこ）
声：笠原准 / 久保田恵 / 久保田恵
正晴と去年から同じクラスのクラスメイト。男勝りで面倒見もよく、気さくな性格の姉御肌。新しいクラスになって、あまり他のクラスメイトに馴染めていない正晴を心配している。クラスの女子の中で最もプロポーションが良く、サマーキャンプの大浴場では皆に羨ましがられていた。
桜庭 圭介（さくらば けいすけ）
声：小林康介 / 小林康介 / 日野聡
正晴と去年から同じクラスの男の子。おしゃべりが得意で、明るく気が利くムードメーカー。分厚い（瓶底）眼鏡をかけている。私服は、なぜか「夏男」という文字が書いてある真っ赤なシャツ。信子と同じく、正晴のことを気にかけている。家族構成は両親と姉1人。PC版の購入特典冊子には家族全員が分厚い眼鏡を着用しているイラストが掲載されている。
雨森 弥生（あまもり やよい）
声：ありす / あおきさやか / あおきさやか
正晴と去年から同じクラスのクラスメイト。ちょっとズレてる天然不思議っ娘。おっとりしていて、間延びしたしゃべり方が特徴。だが、時折核心を突くような質問をしたりと、鋭い人間観察眼を発揮する。相手に対する呼び名は独特で、フローラを「ふーちゃん」、信子を「のんちゃん」と呼んでいる。
麻宮 夏樹（あさみや なつき）
声：野神奈々 / 本井えみ / -
正晴の友人。秋乃、冬亜とは三つ子の兄妹。現在は違うクラスだが去年同じクラスだったため、正晴とは寮生活で行動することが多い。正晴に電話がかかってきた時に呼びに来たり、食事を持ってきたりする場面もある。三つ子の仲では一番落ち着いていて、2人のまとめ役になっている。冬亜が騒ぐのを止めたりするなど、兄として面倒見がいい。後述の「麻宮兄妹」も参照。
麻宮 秋乃（あさみや あきの）
声：野神奈々 / 本井えみ/ 本井えみ
正晴が生活する寮の三つ子の兄妹。三つ子の中で、唯一正晴と同じクラス。信子たちと行動することがあるが、ほとんどは三つ子で行動している。少し引っ込み思案気味で、おっとりした大人しい性格。冬亜と行動を共にすることが多いが、たいてい冬亜に振り回されている。手芸部に所属している。少々低血圧気味で、起きるのが遅い。後述の「麻宮兄妹」も参照。
麻宮 冬亜（あさみや とうあ）
声：野神奈々 / 本井えみ / 本井えみ
正晴が生活する寮の三つ子の兄妹。夏樹と同じクラス。秋乃とは逆に活発で、明るくいつも元気にしている。正晴にも気兼ねなく話しかけている。ただ、少々ハメを外しすぎて夏樹に怒られることも多い。秋乃と同じく、彼女も手芸部に所属している。後述の「麻宮兄妹」も参照。
秋姫 正史郎（あきひめ せいしろう）
声：紫華薫 / 井上和彦 / 井上和彦
すももの父で、ミステリー作家。作品が完成するたびに、すももにまず読ませる（1番の読者になってもらいたいため）が、すももは怖いことが苦手なのでほとんど読めていない。料理が得意で、趣味はお客さんに手料理をふるまうこと。かなりのんびりとした性格。天才スピニアであるカリンと結婚したことで、フィグラーレでも有名な人物。ただ、彼がフィグラーレのことをどの程度知っているかははっきりと書かれていない。
「Flyable Heart」では、彼の代表作に犬神家の一族をもじった「猫神家の一族」があることなどから、作家としては横溝正史をモチーフにしていると思われる。
秋姫 カリン（あきひめ カリン）
声：安玖深音 / 後藤麻衣 / 伊藤美紀
すももの母で、デザイナー。現在は海外へ単身赴任しているが、常に夫や娘のことを気遣っている。すももにスピニアの服を作り、送ってくれた。
実はフィグラーレ出身で、かつての「プリマ・プラム」。彼女を超えるステラスピニアはいないと言われるほどの伝説的なスピニアだったので、彼女に憧れるファンは今でも多く、ノナもその一人。学園対抗戦でレトロシェーナに来ていた時、秋姫正史郎と出会って恋仲になり、スピニア養成校「プラム・クローリス」の卒業と同時に結婚した。旧姓、如月カリンでナツメの姉である。
伝説的な人物だが色々と問題も多く、ナツメに薬学に関するレシピを書き写させたり、レトロシェーナでの結婚や移住などを無理やり押し通した。またフローラルートでは、正晴とフローラの恋に首を突っ込む場面も見られる。
漫画版では、第1巻に数コマだけだが登場している（ただし、顔出しはされていない。また登場時は、「プラムクローリス」の制服を着ていた）。
クロワ
声：（未登場） / 生天目仁美 / （未登場）
PS2版より登場。ユリーシアのパートナー。普段は大人びた女性の姿をしているが、しずく集めの際は黒猫に変身する。ユリーシアの保護者的存在で、買い物なども彼女が全部行っている。寡黙でクールに見えるが、本当はとても優しい性格。だが他のパートナーに対抗意識があるらしく、アーサーに対して「この程度もわからないのか」と挑発したり、ユリーシアに抱きつかれているユキちゃんに攻撃をしたりする。また、突拍子もなく正晴の部屋を漁ろうとしたりと、行動が読みにくい一面もある。ナツメとは顔馴染みのようだが、ある理由からナツメのことを避けている。
シャナ（声：釘宮理恵） 坂井悠二（声：日野聡） アラストール（声：江原正士）
PS2版で、ゲスト出演している灼眼のシャナの登場人物。

## 用語
レトロシェーナ
正晴たちのような、普通の人間が住んでいる世界。一般的にレトロシェーナ側の人間はフィグラーレのことを知らないが、フィグラーレの人間は何人かこちらの世界に住んでいる。
フィグラーレからレトロシェーナに来るのには相当の費用が掛かり、簡単に行き来することができない。
フィグラーレ
ナツメやカリンが住んでいた世界。レトロシェーナとは空を境とした反対側に位置する。ノナやアーサー、ユリーシア、クロワもフィグラーレの出身。
レトロシェーナとは物理法則や技術などが異なっており、魔法のように見えることもフィグラーレでは当たり前になっている。またその逆もあり、フィグラーレの人間がレトロシェーナで初めて見聞きするものもある。レトロシェーナのように一般人もいるが、ステラスピニアなどの特殊な職業も多く存在する。レトロシェーナと共通点は多いが、基本的に自然が多いのが特徴。なお、レトロシェーナの人間がフィグラーレのものを口にすると、様々な副作用が起こる。
星ケ丘（ほしがおか）
正晴達が住んでいる、通称「世界で一番、星に近い町」。正式名称は、舞方市星ケ丘。繁華街から電車で二、三駅の場所に位置する閑静なベッドタウンで、山々に囲まれており、坂が多い以外にこれといった特徴もない町だが、流れ星がよく落ちる。
星城学園
正晴たちが通う学園。かなり昔からある高校で、元々あった旧校舎と、比較的最近建てられた新校舎がある。校門や旧校舎はかなりレトロな造りになっている。実家が遠い生徒のために校舎からほど近い場所には近代的な学生寮が建てられており、正晴や麻宮三兄妹はそちらに住んでいる。制服は男女共にブレザーで、男子は赤のネクタイ、女子はリボンタイプのもの。
星のしずく（ほしのしずく）
流れ星にくっついて落ちてくる、丸いビー玉のようなもの。水に拠っていく性質がある。レードルですくい、すぐに瓶の中に入れなければ消えてしまう。瓶の中に入れると液体状のものになり、これを7つ集めると正晴を元に戻す薬を作ることができる。ほかにも調合次第で様々な薬の原料となるため、フィグラーレではかなり重宝されている。また、スピニア養成校による学園対抗戦で競技対象としても扱われている。
レードル
星のしずくを採るための杖のようなもので、先端がスプーン状になっている。普段は指輪の形をしているが、星のしずくが落ちてくるのを察知し、呪文を唱えると杖の形に変わる。扱いに慣れてくると、呪文なしでも杖に変えることができる。
一本一本持ち主が決まっており、持ち主以外の者が使うと拒絶反応を起こす。また、ユーリが自らのレードルを「クローチェ」と呼んでいたように、レードルごとに名前がある。変身の言葉にも、レードルの名前が入る。
ステラスピニア
通称スピニア。レードルを使って星のしずくを採ることの出来る人間のこと。フィグラーレではエリート職とされ、特別な女性しかなれないなど、女の子にとっては憧れの職業。ステラスピニアとは、「星を紡ぐもの」という意味。
ステラウェバー
レードルやフィグラーレの人間用の薬などを作る職人のことで、スピニアのサポートのような仕事。仕事柄、人の気持ちを敏感に読み取ることができる人物が多い。作中では、ナツメが該当する。
レシピ
スピニアがレードルを使うためのマニュアル。フィグラーレの文字で書いてある。持ち主のレベルによって内容が変わるので、最初のうちは簡単な内容しか載っていない。また、あまりにも力量に差がある相手のレシピに触れようとすると拒絶反応が起きる。
学園対抗戦（がくえんたいこうせん）
フィグラーレにあるスピニアを育てる2つの学園、「プラム・クローリス」と「セント・アスパラス」がそれぞれの学園の代表をレトロシェーナに送り込み、どちらが先に星のしずくを7つ集められるかを競う対抗試合。ただし勝敗を競うものではなく、互いの実力を高め合うことに主眼が置かれている。
麻宮兄妹（あさみやきょうだい）
本作に登場する、夏樹・秋乃・冬亜の3人は『こもれびに揺れる魂のこえ』にも登場している。苗字の「麻宮」も同作の主人公の養子となり授かったもの。物語中で撫子が冬亜のことを「耳の長い妹」と言っているが、これは同作品での「トウア」がウサギのフードをかぶっていることによると思われる。

## スタッフ
- 企画・原案：@ピース
- 監督：@ピース、（Kichiemo、いとうのいぢ、ぺろ）
- シナリオ：市川環、風間ぼなんざ、神野正樹（PS2版のみ）@ピース
- キャラクターデザイン：いとうのいぢ
- 原画：いとうのいぢ、ぺろ
- グラフィック：いとうのいぢ、きちえも、みけ、ぺろ
- プログラム：FUJI
- 楽曲：水月陵
- オープニングムービー製作・サウンドエフェクト：どせい
- テーマソング：コイスル★フローライト
  - 作詞・作曲：水月陵、歌：Akira、コーラス：KIYO
- すももエンディングソング：虹色のルシア
  - 作詞・作曲：水月陵、歌：KIYO
- 撫子エンディングソング：あしたへ……あなたへ。
  - 作詞･作曲：水月陵、歌：KIYO
- ノナエンディングソング：★★★ダイスキ★★★
  - 作詞･作曲：水月陵、歌：Akira
- フローラエンディングソング（PS2版のみ）：Wishing...
  - 作詞・作曲：水月陵、歌：KIYO
- ユリーシアエンディングソング（PS2版のみ）：Sugar Sugar Love
  - 作詞･作曲：水月陵、歌：KIYO
- スペシャルサンクス：ぱじゃまソフト、名仮仁志、ゆずソフト、印玄、ゆにさい準備会
- PS2版スペシャルサンクス（追加分）：ジェネオンエンタテインメント株式会社、ななついろ★ドロップス製作委員会、ポールトゥウィン株式会社、株式会社ブリッジ、川村真也、高橋弥七郎

## 派生商品

### ミニゲーム集
ニンテンドーDS用ソフト、『ななついろ★ドロップスDS タッチではじまる初恋物語』が2008年5月15日（3月に発売予定されていたが、延期された）に発売された。ミニゲームをプレイしながら、アニメ版ベースのストーリーを楽しむことができる。

### コミック
- ユニゾンシフト（原作）・いとうのいぢ（キャラクターデザイン）・たかみ裕紀（作画）『ななついろ★ドロップス』 アスキー・メディアワークス〈電撃コミックス〉、全6巻
『電撃G's magazine』（第1 - 22回）『電撃G's Festival! COMIC』（第23回 - 最終回、番外編）連載。
  1. 2007年5月15日初版発行（2007年4月27日発売）、ISBN 978-4-8402-3869-4
  2. 2007年10月15日初版発行（2007年9月27日発売）、ISBN 978-4-8402-4051-2
  3. 2008年4月15日初版発行（2008年3月27日発売）、ISBN 978-4-8402-4255-4
  4. 2008年9月27日初版発行（同日発売）、ISBN 978-4-04-867319-8
  5. 2009年12月18日初版発行（同日発売）、ISBN 978-4-04-868321-0
  6. 2010年10月27日初版発行（同日発売）、ISBN 978-4-04-868912-0
- ユニゾンシフト（原作）・いとうのいぢ（キャラクターデザイン）・水島空彦（作画）『ななついろ★ドロップスpure!!』 アスキー・メディアワークス〈電撃コミックス〉、既刊1巻（2007年11月27日現在）
『月刊電撃コミックガオ!』連載。連載中に雑誌が休刊したため、不足分を書き下ろして単行本化される予定。
  1. （2007年11月27日発売）、ISBN 978-4-8402-4079-6

### ノベル（小説）
- ファミ通文庫（エンターブレイン）発売
  - 「ななついろ★ドロップス」 2006年6月30日発売（ISBN 978-4-7577-2834-9）
  - 著：市川環 イラスト：いとうのいぢ
  - ※ファミ通文庫版発売前に、エンターブレインの発行するPC美少女ゲーム誌「TECH GIAN」の付録としてファミ通文庫と同様のサイズ・デザインのパイロット版が発行された（著者・イラストレーターは同一）。
  - ※ファミ通文庫版の発売後の「TECH GIAN」に付録としてファミ通文庫用掛け替えカバーが付属していた。
  - ※パイロット版とファミ通文庫版の内容は基本的にすももシナリオだが、ストーリー的には前者が前1/3、後者が後1/3を描いており、その間が抜けている。
- 電撃文庫（メディアワークス）発売
  - 「ななついろ★ドロップス pure!!」(1) 2007年9月10日発売（ISBN 978-4-8402-3981-3）
  - 「ななついろ★ドロップス pure!!」(2) 2008年5月10日発売（ISBN 978-4-04-867058-6）
  - 著：赤坂香夜 原作：@ピース（ユニゾンシフト） イラスト：いとうのいぢ（カバー）・たかみ裕紀（本文）

### 音楽CD
- ゲームサントラ
  - 『ななついろ★サウンドトラックス』（CD2枚組）2006年7月7日発売 （SPUS-00012/13）
    - ユニゾンシフト：ブロッサムから発売
- TVアニメサントラ他
  - 『Shining stars bless☆』（MAXI）2007年8月1日発売 ※OP曲
  - 『mo・o!』（MAXI）2007年8月1日発売 ※ED曲
  - 『「ななついろ★ドロップス」オリジナルサウンドトラック 』2007年10月24日発売
  - 『「ななついろ★ドロップス」すぺしゃるCD1』2007年12月21日発売
  - 『「ななついろ★ドロップス」すぺしゃるCD2』2008年1月25日発売
    - ジェネオン エンタテインメントから発売

### イラスト・設定資料集
- Windows版ゲームのイラスト・設定資料集
  - 『ななついろ★ドロップス ART WORKS』（ISBN 978-4-8402-3656-0） 2006年11月30日発売 ※ドラマCD付属
- PS2版ゲームのイラスト・設定資料集
  - 『ななついろ★ドロップスpure!! 公式パーフェクトビジュアルブック』（ISBN 978-4-8402-4040-6） 2007年9月30日発売
    - いずれもメディアワークスから発売

### その他
メガミエンゲイジ
ONE-UPが運営する戦略シミュレーションカードバトル。さまざまな作品のキャラクターたちを駆使して自分の領土を拡大しながら、対戦で他プレイヤーの領土を獲得していく。

## テレビアニメ
2007年7月から9月まで独立UHF局ほかで放送された。全12話。スタジオバルセロナ（現：ディオメディア）にとっては、本作が初制作元請作品となる。
作品の舞台が原作と異なり、山梨県八ヶ岳山麓の田舎町に変更されている。舞台となる高校も、長野県の実在の高校2校をモデルにしている。

### スタッフ（テレビアニメ）
- 原作 - @ピース
- 監督 - 山本天志
- シリーズ構成 - 島田満
- シナリオ監修 - 簑田健一（ユニゾンシフト）
- キャラクター原案 - いとうのいぢ
- キャラクターデザイン・総作画監督 - 伊部由起子
- チーフアニメーター - 小原充
- 小物設定 - 安食佳
- 美術監督 - 小坂部直子
- 色彩設定 - 海鋒重信
- 撮影監督 - 山田和弘
- 編集 - 内田恵
- 音響監督 - 岩浪美和
- 音楽 - 山川恵津子
- プロデューサー - 宮下知幸、伊平崇耶、打越領一、池田慎一
- アニメーション制作 - スタジオバルセロナ
- 製作 - 「ななついろ★ドロップス」製作委員会（ジェネオンエンタテインメント、ショウゲート、メディアワークス、ACクリエイト、読売広告社）

### 主題歌
オープニングテーマ「Shining stars bless☆」
作詞 - KOTOKO、詩月カオリ / 作曲・編曲 - 井内舞子 / 歌 - 詩月カオリ
エンディングテーマ
「mo・o!」（第1話 - 第11話）
作詞・作曲 - aya / 編曲 - AKIHIRO / 歌 - LOVERIN TAMBURIN
「コイスル★フローライト」（第12話）
作詞・作曲 - 水月陵 / 歌 - Akira
挿入歌「私のそばに…」（第2話）
作詞・作曲 - aya / 編曲 - AKIHIRO / 歌 - LOVERIN TAMBURIN

### 各話リスト
| 話数 | サブタイトル               | シナリオ | 絵コンテ   | 演出             | 作画監督                                       |
| ---- | -------------------------- | -------- | ---------- | ---------------- | ---------------------------------------------- |
| 1    | 運命はなにいろ?            | 島田満   | 山本天志   | 山本天志         | 伊部由起子                                     |
| 2    | あじさい色の記憶           | 島田満   | 宮崎なぎさ | 中村圭三         | 尾形健一郎                                     |
| 3    | 金いろ願い星               | 島田満   | 山本天志   | 高島大輔         | 藤原未来夫 吉本拓二                            |
| 4    | 夏色のプールサイド         | 島田満   | 名和宗則   | 吉田俊司         | 内原茂                                         |
| 5    | ときめき色の星空           | 成田良美 | 高田淳     | タムラコータロー | 磯野智 新田靖成 星野真澄 吉本拓二 ひのたかふみ |
| 6    | やさしさいろの夕焼け       | 成田良美 | 小原充     | 小原充           | 浜津武之                                       |
| 7    | はちみつ色のとまどい       | 島田満   | 川崎逸朗   | 宮原秀二         | 尾形健一郎                                     |
| 8    | 幸せいろの翼               | 中弘子   | 名和宗則   | 名和宗則         | 清水裕実 川島勝                                |
| 9    | かなしみ色はサンドベージュ | 成田良美 | 川田剛     | 高島大輔         | 吉本拓二                                       |
| 10   | ぎんいろの満月             | 中弘子   | 山本天志   | 山崎光恵         | 田村正文                                       |
| 11   | なみだ色の決心             | 島田満   | 山本天志   | 守田芸成         | 野口孝行                                       |
| 12   | 初恋はななついろ           | 島田満   | 宮崎なぎさ | 山本天志         | ひのたかふみ 山本美也 吉本拓二                 |

### 放送局
| 放送地域       | 放送局         | 放送期間                | 放送日時                     | 放送系列       | 備考                 |
| -------------- | -------------- | ----------------------- | ---------------------------- | -------------- | -------------------- |
| 千葉県         | チバテレビ     | 2007年7月3日 - 9月18日  | 火曜 1:40 - 2:10（月曜深夜） | 独立UHF局      |                      |
| 神奈川県       | tvk            | 2007年7月3日 - 9月18日  | 火曜 2:15 - 2:45（月曜深夜） | 独立UHF局      |                      |
| 埼玉県         | テレ玉         | 2007年7月3日 - 9月18日  | 火曜 2:30 - 3:00（月曜深夜） | 独立UHF局      |                      |
| 北海道         | テレビ北海道   | 2007年7月4日 - 9月19日  | 水曜 3:00 - 3:30（火曜深夜） | テレビ東京系列 |                      |
| 中京広域圏     | 中部日本放送   | 2007年7月6日 - 9月21日  | 金曜 3:25 - 3:55（木曜深夜） | TBS系列        |                      |
| 福岡県         | TVQ九州放送    | 2007年7月6日 - 9月21日  | 金曜 3:48 - 4:18（木曜深夜） | テレビ東京系列 |                      |
| 岡山県・香川県 | テレビせとうち | 2007年7月7日 - 9月22日  | 土曜 2:58 - 3:28（金曜深夜） | テレビ東京系列 |                      |
| 近畿広域圏     | 毎日放送       | 2007年7月8日 - 9月30日  | 日曜 2:55 - 3:25（土曜深夜） | TBS系列        | 『アニメシャワー』内 |
| 日本全域       | BANDAI CHANNEL | 2007年7月23日 - 10月9日 | 月曜 12:00 更新              | ネット配信     |                      |
| 日本全域       | AT-X           | 2007年9月19日 - 12月5日 | 水曜 11:00 - 11:30           | CS放送         | リピート放送あり     |

### 映像特典
『ななついろ劇場』
DVD初回限定版各巻収録の映像特典。全6話。ポリゴンになったユキちゃんがひたすらボヤく短編CGアニメ。
こえのしゅつえん
- ユキちゃん - 後藤麻衣
- セミ -

すたっふ
- 企画 - 川瀬浩平、里見哲朗
- 脚本 -里見哲朗
- 制作・演出 - studio A-CAT
- 録音&MA - キュー・テック、日比野倫啓、石田吉識
- 音響監督 - 伊平崇那
- ユキちゃん3Dモデリング - MA@YA
- 3Dムービー制作 - studio A-CAT、斉藤純一、武田隆史、本田稔裕
- スペシャルサンクス - ユニゾンシフト 蓑田健一
- 製作 - ぶらっくユキユキ団

## ラジオ
- Webラジオ『ななついろ★RADIO!』（メディアワークス、超!放送局 2007年4月6日〜2008年3月21日）